# Toxicidad por cobre
La toxicidad por cobre es un tipo envenenamiento por metales causado por un exceso de cobre en el cuerpo. Puede ocurrir por comer alimentos ácidos cocinados en utensilios de cobre sin recubrir, o por la exposición a un exceso de cobre en el agua potable u otras fuentes medioambientales.

## Señales y síntomas
Síntomas agudos de envenenamiento por cobre por ingestión incluye vomitar, hematemesis (vómito con sangre), hipotensión (baja presión de la sangre), melena (heces de color negro "alquitranado"), coma, ictericia (pigmentación amarillenta de la piel), y malestar gastrointestinal. Individuos con deficiencia de glucosa-6-fostato pueden estar en un riesgo aumentado de contraer efectos hematológicos por cobre. La anemia hemolítica resultante del tratamiento de quemaduras con compuestos de cobre es infrecuente.
La exposición crónica (a largo plazo) al cobre puede dañar el hígado y los riñones. Los mamíferos tienen mecanismos eficientes para regular las reservas de cobre, de tal manera que están generalmente protegidos del exceso de niveles de cobre en la dieta.

Esos mismos mecanismos de protección pueden causar síntomas leves, los cuales a menudo son mal diagnosticados como desórdenes psiquiátricos. Hay mucha investigación en la función de la proporción Cu/Zn en condiciones neurológicas, endocrinológicas y fisiológicas. Muchas de las sustancias que nos protegen de un exceso de cobre realizan funciones importantes en nuestros sistemas neurológicos y endocrinos, lo cual conduce a dificultades de diagnóstico. Cuando son usadas para enlazar cobre en el plasma y prevenir que sea absorbido en los tejidos, sus propias funciones pueden incumplirse. Tales síntomas a menudo incluyen cambios de humor, irritabilidad, depresión, fatiga, excitación, dificultad para concentrarse y sensación de estar fuera de control. Para complicar aún más el diagnóstico, algunos síntomas del exceso de cobre son similares a aquellos de una deficiencia de cobre.
El Nivel Máximo de Contaminantes (NMC) por la Agencia de Protección Ambiental de Estados Unidos (USEPA) en agua potable es de 1.3 miligramos por litro. El NMC para cobre está basado en la expectativa del tiempo de una vida consumiendo cobre en el agua a este nivel sin efectos (gastrointestinales) adversos. La USEPA coloca al cobre como un micronutriente y una toxina. La toxicidad en mamíferos incluye una amplia gama de animales y efectos como cirrosis hepática, necrosis en riñones y cerebro, afecciones gastrointestinales, lesiones, presión de sangre baja, y mortalidad fetal. La Seguridad Ocupacional y Administración de Administración de Seguridad y Salud Ocupacional (OSHA) ha puesto un límite de 0.1 mg/m³ para humos de cobre (vapor generado de calentar cobre) y 1 mg/m³ para polvo de cobre (partículas metálicas finas de cobre) y nieblas (aerosol de cobre soluble) en aire de un sitio de trabajo durante un turno de ocho horas, semana laboral de 40 horas. La toxicidad para otras especies de plantas y animales se observa en niveles variables.

### Toxicidad
El cobre en la sangre y en el torrente sanguíneo existe en dos formas: vinculado a la ceruloplasmina (85@–95%), y el resto "libre", vagamente vinculado a la albúmina y moléculas pequeñas. Nutricionalmente, hay una diferencia distintiva entre cobre orgánico y cobre inorgánico, que es acorde si el ion de cobre esta vinculado a un ligando orgánico.

### Datos sobre cáncer de EPA
La EPA (USEPA) establece que no hay evidencia de incidencia para cáncer en humanos relacionada con el cobre y establece la evidencia encontrada en animales que relaciona cobre con cáncer como "inadecuada". Dos estudios en ratones no han mostrado ningún incremento en la incidencia de cáncer. Uno de ellos utilizó inyecciones regulares de compuestos de cobre, que incluyeron óxido de cobre. Un estudio de dos cepas de ratones alimentados con compuestos de cobre encontró un variable aumento en la incidencia de sarcoma en células reticulares en machos de una cepa, pero no en la otra cepa (hubo un ligero incremento en las hembras de ambas cepas) Esos resultados no se han replicado.

## Causa

### Utensilios de cocina
Los utensilios de cocina en los cuales el cobre es el principal elemento estructural (en oposición a los revestimientos de cobre, cobre en su interior o de color cobre) es algunas veces fabricado sin un material que lo aísle cuando está destinado a ser usado en un número de tareas culinarias específicas, como la preparación de conservas o merengues. Existen por otra parte, utensilios de cocina hechos de cobre que están forrados con un metal no reactivo para prevenir el contacto entre alimentos ácidos y el elemento estructural de cobre de estos utensilios. 
Excepto para condiciones agudas o crónicas, la exposición al cobre en elementos de cocina es generalmente considerada inofensiva. Según Paracelso, la dosis hace al veneno; en lo que respecta al cobre "un mecanismo de defensa aparentemente ha evolucionado como consecuencia de lo cual la toxicidad en el hombre es muy inusual."
Aguda y concurrente exposición al cobre es posible cuando se cocina o se guardan alimentos altamente ácidos en recipientes de cobre sin aislamiento por periodos prolongados de tiempo, o por exposición de productos alimenticios a las sales reactivas de cobre (corrosión de cobre, o verdigris). Continuas y pequeñas exposiciones ("crónicas") de alimentos ácidos al cobre pueden también resultar en toxicidad en casos donde, o bien el potencial de interacción con el área de superficie es significante, o el pH es excepcionalmente bajo y concentrado (en el caso de cocinar por ejemplo, con vinagre o vino), o ambos, y es insuficiente el tiempo que transcurre entre las exposiciones para la eliminación hemostática normal del exceso de cobre. 
Se pueden observar excepciones a lo anteriormente descrito en el caso de las mermeladas, gelatinas y preparados de conservas, donde los recipientes de cobre sin revestir son usados para cocinar (no para almacenar) preparaciones ácidas, en este caso de frutas. Los métodos para hacer mermeladas y conservas especifican al azúcar como químicamente necesaria para la acción de preservación (antibacterial), que tiene el efecto adicional de mediar (amortiguar) la interacción de la fruta ácida con el cobre, permitiendo el uso del metal por sus eficientes propiedades de transferencia térmica.

### Herramientas antichispa
La OSHA ha determinado un conjunto de estándares de seguridad para el desbaste y afilado de herramientas hechas cobre y de aleaciones de cobre, que son usadas a menudo en aplicaciones que no producen chispas. Estos estándares se encuentran en el Código de Regulaciones Federales 29 CFR 1910.134 y 1910.1000.
Nota: La más importante aleación de cobre que no produce chispa es el  cobre al berilio, y que puede conducir al envenenamiento por berilio.

### Agua potable
Con una dosis letal media DL50 de 30 mg/kg en ratas, cantidades tan pequeñas como un gramo de sulfato de cobre son potencialmente letales en humanos. El nivel seguro sugerido de cobre en el agua potable para consumo humano varía dependiendo de la fuente, pero tiende a situarse en 1.3 mg/l.

### Control de natalidad
Hay condiciones en las cuales el metabolismo de cobre de un individuo se compromete de tal forma que se extiende más allá del control de natalidad lo cual puede causar un problema de acumulación de cobre. Éstos incluyen toxicidad o simplemente incremento de cobre desde otras fuentes, así como también incrementos (por vía de la placenta de la madre) en los niveles de cobre del individuo antes de su nacimiento.

## Fisiopatología
Una porción significativa de la toxicidad por cobre proviene su capacidad de aceptar y donar simples electrones cuando cambia su estado de oxidación. Esto cataliza la producción de iones radicales muy reactivos, tales como los radicales hidroxilo en una forma similar a la reacción de Fenton. Esta actividad catalítica del cobre es utilizada por las enzimas con las que es asociado, así es únicamente tóxico cuando no está secuestrado ni mediado. Este incremento en radicales reactivos no mediados se denomina generalmente estrés oxidativo, y es una área activa de investigación en una variedad de enfermedades donde el cobre puede jugar un importante pero más sutil función que en la toxicidad aguda.
Algunos de los efectos del envejecimiento pueden estar asociados con un exceso de cobre.

### Cirrosis infantil india
Una manifestación de toxicidad por cobre, cirrosis hepática en niños (cirrosis infaltil india), ha sido vinculada con hervir leche en utensilios de cocina hechos de cobre. El Manual de Merck afirma que estudios recientes sugieren que un defecto genético está particularmente asociado con esta cirrosis.

### Enfermedad de Wilson
Una condición heredada llamada enfermedad de Wilson causa que el cuerpo  retenga cobre, ya que no es excretado por el hígado en la bilis. Esta enfermedad, si no es tratada, puede conducir a daños en el cerebro y el hígado. El tetratiomolibdato de biscolina está bajo investigación como terapia contra la enfermedad de Wilson. 

### Enfermedad de Alzheimer
Niveles elevados de cobre libre existen en la enfermedad de Alzheimer, que ha sido hipotéticamente relacionado con el consumo de cobre inorgánico. Se sabe que el cobre y el zinc se unen a proteínas beta amiloides en la enfermedad de Alzheimer. Se cree que esta estructura unida participa en la producción de especies reactivas de oxígeno en el cerebro.

## Diagnóstico
ICD-9-CM código 985.8 Efecto tóxico de otros metales especificados incluye envenenamientos agudos y crónicos por cobre (u otros efectos tóxicos) ya sea intencional, accidental, industrial etc.
- Además, esto incluye envenenamientos y efectos tóxicos de otros metales que incluyen estaño, selenio, níquel, hierro, metales pesados, talio, plata, litio, cobalto, aluminio y bismuto. Algunos envenenamientos, p. ej. fosfuro de zinc, podría también estar incluido bajo 989.4 Envenenamiento debido a otro pesticidas, etc.
- Se excluyen los efectos tóxicos del mercurio, arsénico, manganeso, berilio, antimonio, cadmio, y cromo.

### ICD-10-CM
| Código   | Plazo                                                                                       |
| -------- | ------------------------------------------------------------------------------------------- |
| T56.4X1D | Efecto tóxico del cobre y sus compuestos, accidentales (involuntarios), contacto posterior. |
| T56.4X1S | Efecto tóxico de cobre y sus compuestos, accidentales (involuntarios), secuela              |
| T56.4X2D | Efecto tóxico de cobre y sus compuestos, daño intencionado, contacto posterior              |
| T56.4X2S | Efecto tóxico de cobre y sus compuestos, daño intencionado, secuela                         |
| T56.4X3D | Efecto tóxico de cobre y sus compuestos, agresión, contacto posterior                       |
| T56.4X3S | Efecto tóxico de cobre y sus compuestos, agresión, secuela                                  |
| T56.4X4D | Efecto tóxico de cobre y sus compuestos, sin determinar, contacto posterior                 |
| T56.4X4S | Efecto tóxico del cobre y sus compuestos, sin determinar, secuela                           |

### SNOMED
| Concepto ID | Término                                       |
| ----------- | --------------------------------------------- |
| 46655005    | Cobre                                         |
| 43098002    | Fiebre de cobre                               |
| 49443005    | Envenenamiento crónico fitogénico por cobre   |
| 50288007    | Envenenamiento crónico por cobre              |
| 73475009    | Envenenamiento hepatogénico crónico por cobre |
| 875001      | Calcosis del ojo                              |
| 90632001    | Envenenamiento agudo por cobre                |

## Tratamiento
En casos de sospechas de envenenamiento por cobre, la penicilamina es el fármaco de elección, y el dimercaprol, un agente quelante de metales pesados, es a menudo administrado. No se recomienda dar vinagre, ya que ayuda a solubilizar las sales insolubles de cobre. Los síntomas inflamatorios deben ser tratados según principios generales, al igual que los nerviosos. 
Hay cierta evidencia de que el ácido alfa-lipoico (ALA) puede actuar como un quelante del cobre unido a los tejidos. El ácido alfa lipoico también está siendo investigado como quelante de otros metales pesados, como el mercurio.

## Vida acuática
Demasiado cobre en el agua puede dañar los organismos marinos y de agua dulce como peces y moluscos. Las especies de peces varían en su sensibilidad al cobre, con la DL50 para 96-h de exposición al sulfato de cobre reportada en el orden de 58 mg por litro para tilapia (Oreochromis niloticus) y 70 mg por litro para pez gato (Clarias gariepinus). El efecto crónico de concentraciones subletales de cobre en peces y en otras criaturas es el daño a las branquias, hígado, riñones y el sistema nervioso. También interfiere con el sentido del olfato en peces, impidiéndoles escoger buenos compañeros o de encontrar el camino a las áreas de apareamiento.
Pintura con base en cobre es un agente antiincrustante marino común. En los Estados Unidos, la pintura con base en cobre reemplazó al tributilo de estaño, el cual fue prohibido debido a su toxicidad, como una forma de control de crecimiento orgánico en los cascos de los barcos. En 2011, el estado de Washington se convierte en el primer estado de los EE. UU. en prohibir el uso de pinturas con base en cobre para embarcaciones, aunque solo aplica a botes recreacionales. California ha perseguido también iniciativas para reducir el efecto de la lixiviación de cobre, con la USEPA aún en investigaciones.

## Bacterias
El cobre y sus aleaciones como el latón han sido encontradas tóxicas para las bacterias vía efecto oligodinámico. El mecanismo exacto de acción es desconocido, pero es común a otros metales pesados. Los virus son menos susceptibles a este efecto que las bacterias. Aplicaciones asociadas incluyen el uso de latón en pomos de puertas en hospitales, los cuales han sido encontrados auto desinfectados después de ocho horas, y en desinfectantes minerales en los cuales el cobre actúa como un algicida. Se ha especulado que el exceso en el uso de cobre como algicida causó la epidemia de envenenamiento por cobre en Isla Gran Palmera en 1979.